# Papers, Please
Papers, Please és un videojoc creat pel desenvolupador de videojocs independents Lucas Pope, desenvolupat i publicat, el 8 d'agost de 2013, mitjançant la seva empresa 3909 LLC. En el videojoc el jugador realitza la feina d'un inspector en un control fronterer, que regula l'entrada de persones a l'estat totalitari fictici d'Arstotzka, en un conext que imita el de la Guerra Freda. Com a inspector, el jugador ha de revisar els passaports i la documentació necessària per l'admissió del solicitant, que augmenta periòdicament, per autoritzar, o no, la seva entrada.
Papers, Please va tindre una recepció molt positiva des de la seva publicació, i ha arribat a considerar-se un joc d'empatia i un cas de videojoc com a forma d'art. El joc va ser considerat com un dels millors videojocs mai fets i un dels millors videojocs de 2013, a més de rebre diverses nominacions i premis de l'Independent Games Festival, Game Developers Choice Awards i els Premis BAFTA de Videojocs, entre molts altres.